# Stigmella regiella
Stigmella regiella là một loài bướm đêm thuộc họ Nepticulidae. Loài này có ở hầu hết châu Âu (trừ Iceland, Ireland, Bồ Đào Nha, Na Uy, Phần Lan, vùng Baltic và phần phía đông của the Balkan Peninsula), phía đông đến phần phía đông của the Palearctic ecozone.
Sải cánh dài 4.5–5 mm.
Ấu trùng ăn Crataegus laevigata, Crataegus monogyna và Mespilus germanica. Chúng ăn lá nơi chúng làm tổ.